# Tiamina ossidasi
La tiamina ossidasi è un enzima appartenente alla classe delle ossidoreduttasi, che catalizza la seguente reazione:
tiamina + 2 O2 + H2O ⇄ tiammina acido acetico + 2 H2O2
L'enzima è una flavoproteina (contiene il FAD). Il prodotto differisce dalla tiammina nel rimpiazzo di un -CH2.CH2.OH da parte di CH2.COOH; l'ossidazione a due vie procede senza il rilascio dell'aldeide intermedia da parte dell'enzima. 